# Gikongoro
Gikongoro is een stad in Rwanda in de provincie Sud.
Gikongoro telde in 2002 bij de volkstelling 32.476 inwoners.
De stad is sinds 1992 de zetel van een rooms-katholiek bisdom.